# Endacantha albovirgata
Endacantha albovirgata är en fjärilsart som beskrevs av De Lajonquière 1970. Endacantha albovirgata ingår i släktet Endacantha och familjen ädelspinnare. Inga underarter finns listade i Catalogue of Life.